# しまざき由理
しまざき 由理（しまざき ゆり、1956年12月5日 - ）は、日本の歌手である。旧姓及び旧芸名は嶋崎 由理（読み同）。島崎 由理の表記も用いられていた。日本コロムビア所属。1970年代には小学館プロダクション（現在の小学館集英社プロダクション）に所属した時期もあるが、現在はフリーランス。『ハクション大魔王の歌』（1969年）、『みなしごハッチ』（1970年）、Gメン75『面影』（1975年）等で知られる。

## 概要
1956年（昭和31年）12月5日、愛知県名古屋市千種区に生まれる。
小学校6年生であった1968年（昭和43年）、フジテレビジョンの視聴者参加番組『日清ちびっこのどじまん』に出演、グランドチャンピオンになる。当初は本名の嶋崎 由理で活動する。同番組出身の少女歌手には、ほかに堀江美都子、小野木久美子（現在のかおりくみこ）、長谷川よしみ（現在の長谷川コッペ）がいる。このころキングレコードから『真夏の女の子』をリリースしている。
翌1969年（昭和44年）、フジテレビジョンの『紅三四郎』の2代目エンディング『夕陽の男』を山尾百合子とともに歌い、日本コロムビアから正式に歌手デビューした。
1970年（昭和45年）1月、『みなしごハッチ』の録音をしたとき、嶋崎は中学1年生で、ちょうど声変わりの時期だった。その影響で声に艶がなく、最高音が伸びなかった。竜の子プロダクション（現在のタツノコプロ）社長・吉田竜夫、同曲の作詞者・丘灯至夫が見守るなか、何度リテイクしても失敗し、嶋崎はとうとうトイレにこもって泣き出した。その後、歌い直すと、声の艶がもどっており、一発でOKになった。以来「泣かせるとうまく歌う」という評判がたった。
1975年（昭和50年）3月、守山女子商業高校を卒業した。
同年4月、東京女子体育大学に進学する。
同年5月に放映を開始した『Gメン'75』のエンディングテーマである『面影』が7月1日に発売されて、同シングルは140万枚を売り上げた。
同作以降は、しまざき 由理と改称する。
1981年（昭和56年）満24歳で見合い結婚をする。
浅野ゆう子、にしきのあきら、千昌夫らとならび『オールスター大運動会』の常連であったが、1982年（昭和57年）1月の『新春オールスター大運動会』以降、姿を消した。
2009年（平成21年）2月23日に放映された『はっけん たいけん だいすき! しまじろう』第46話『ふしぎなこくばん』の挿入歌『アッパレ!いちばん』を歌った。
2014年（平成26年）5月21日、『アフターアワー』『しまざき由理 Gメン'75を歌う』が再発売された。

## ディスコグラフィ
日本音楽著作権協会の作品データベース検索結果を参考にした一覧である。

### シングル
| 発売日         | 面             | タイトル               | 作詞           | 作曲           | 編曲           | 規格           | 規格品番       |
| 日本コロムビア | 日本コロムビア | 日本コロムビア         | 日本コロムビア | 日本コロムビア | 日本コロムビア | 日本コロムビア | 日本コロムビア |
| -------------- | -------------- | ---------------------- | -------------- | -------------- | -------------- | -------------- | -------------- |
| 1969年8月10日  | A              | 紅三四郎               | 丘灯至夫       | 和田香苗       | 和田香苗       | EP             | SCS-79         |
| 1969年8月10日  | B              | 夕陽の男               | 丘灯至夫       | 和田香苗       | 和田香苗       | EP             | SCS-79         |
| 1969年10月20日 | A              | ハクション大魔王の歌   | 丘灯至夫       | 市川昭介       | 市川昭介       | EP             | SCS-89         |
| 1969年10月20日 | B              | アクビ娘               | 丘灯至夫       | 和田香苗       | 和田香苗       | EP             | SCS-89         |
| 1970年5月1日   | A              | みなしごハッチ         | 丘灯至夫       | 越部信義       | 越部信義       | EP             | SCS-101        |
| 1970年5月1日   | B              | ママをたずねて         | 丘灯至夫       | 和田香苗       | 和田香苗       | EP             | SCS-101        |
| 1971年10月     | A              | 国松さまのお通りだい   | いしいたもつ   | 淡の圭一       | 淡の圭一       | EP             | SCS-138        |
| 1971年10月     | B              | 逆転の応援歌           | いしいたもつ   | 淡の圭一       | 淡の圭一       | EP             | SCS-138        |
| 1973年7月25日  | A              | あったこともない友だち | 中山千夏       | 渡辺宙明       | 渡辺宙明       | EP             | SCS-210        |
| 1973年7月25日  | B              | 微笑にふれてみたかい   | 中山千夏       | 渡辺宙明       | 青木望         | EP             | SCS-210        |
| 1974年4月      | A              | 新みなしごハッチ       | 若林一郎       | 渡辺宙明       | 渡辺宙明       | EP             | SCS-229        |
| 1974年4月      | B              | 美しの丘               | やなせたかし   | 横山菁児       | 横山菁児       | EP             | SCS-229        |
| 1974年7月      | A              | 愛と死のパスポート     | 佐藤純弥       | 菊池俊輔       | 菊池俊輔       | EP             | P-359          |
| 1974年7月      | B              | 美しの丘               | 佐藤純弥       | 菊池俊輔       | 菊池俊輔       | EP             | P-359          |

| 発売日         | 面             | タイトル          | 作詞              | 作曲             | 編曲           | 規格           | 規格品番       |
| 日本コロムビア | 日本コロムビア | 日本コロムビア    | 日本コロムビア    | 日本コロムビア   | 日本コロムビア | 日本コロムビア | 日本コロムビア |
| -------------- | -------------- | ----------------- | ----------------- | ---------------- | -------------- | -------------- | -------------- |
| 1975年7月1日   | A              | 面影              | 佐藤純弥          | 菊池俊輔         | 菊池俊輔       | EP             | P-418          |
| 1975年7月1日   | B              | Gメン75のテーマ   | -                 | 菊池俊輔         | 菊池俊輔       | EP             | P-418          |
| 1976年7月25日  | A              | 追想              | 佐藤純弥          | 菊池俊輔         | 菊池俊輔       | EP             | PK-24          |
| 1976年7月25日  | B              | 愛の終りの日      | 佐藤純弥          | 菊池俊輔         | 菊池俊輔       | EP             | PK-24          |
| 1977年5月      | A              | 我楽苦多ぐらし    | 石坂まさを        | 杉本真人         | 馬飼野俊一     | EP             | PK-54          |
| 1977年5月      | B              | 明日は独りで      | 石坂まさを        | 石坂まさを       | 馬飼野俊一     | EP             | PK-54          |
| 1977年9月      | A              | 別離のタンゴ      | 千家和也          | 佐瀬寿一         | あかのたちお   | EP             | PK-71          |
| 1977年9月      | B              | 一度だけ勇気を    | 千家和也          | 佐瀬寿一         | あかのたちお   | EP             | PK-71          |
| 1978年4月1日   | A              | 道                | 佐藤純弥          | 菊池俊輔         | 菊池俊輔       | EP             | GK-513         |
| 1978年4月1日   | B              | 愛                | 佐藤純弥          | 菊池俊輔         | 菊池俊輔       | EP             | GK-513         |
| 1980年10月     | A              | 遥かな母への讃歌  | 武鹿悦子          | 平尾昌晃         | 青木望         | EP             | CK-572         |
| 1980年10月     | B              | あこがれの旅      | 武鹿悦子 藤川桂介 | 平尾昌晃         | 青木望         | EP             | CK-572         |
| 1981年7月1日   | A              | アゲイン          | 佐藤純弥          | ピエール・ポルト | 若草恵         | EP             | AH-93          |
| 1981年7月1日   | B              | アゲイン（Inst.） | -                 | ピエール・ポルト | 若草恵         | EP             | AH-93          |
| 1994年12月21日 | A              | 面影              | 佐藤純弥          | 菊池俊輔         | 菊池俊輔       | 8cmCD          | CODA-549       |
| 1994年12月21日 | B              | 追想              | 佐藤純弥          | 菊池俊輔         | 菊池俊輔       | 8cmCD          | CODA-549       |

### アルバム
| 発売日         | タイトル | 規格           | 規格品番       |
| 日本コロムビア | 日本コロムビア | 日本コロムビア | 日本コロムビア |
| -------------- | --- | -------------- | -------------- |
| 1975年12月5日  | Gメン'75 面影 サウンドトラック A面 1. 面影 3:35 2. 再会 3:11 3. 別離 3:07 4. 出会い 2:38 5. 孤独 3:13 6. もう一度 3:07 B面 1. Gメン′75のテーマ(セリフ) 2:25 2. Gメンの怒り(セリフ) 3:04 3. Gメンの涙(セリフ) 2:43 4. Gメンの誓い(セリフ) 1:39 5. Gメンの努力(セリフ) 2:28 6. Gメンの団結(セリフ) 3:27 | LP             | JDX-7074       |
| 1994年10月1日  | Gメン'75 面影 サウンドトラック A面 1. 面影 3:35 2. 再会 3:11 3. 別離 3:07 4. 出会い 2:38 5. 孤独 3:13 6. もう一度 3:07 B面 1. Gメン′75のテーマ(セリフ) 2:25 2. Gメンの怒り(セリフ) 3:04 3. Gメンの涙(セリフ) 2:43 4. Gメンの誓い(セリフ) 1:39 5. Gメンの努力(セリフ) 2:28 6. Gメンの団結(セリフ) 3:27 | CD             | COCA-11936     |
| 1976年12月25日 | TBS系テレビドラマ「Gメン'75」追想・面影 A面 1. 追想 2. 哀愁の小部屋 3. 再会 4. 愛の終りの日 5. 新宿挽歌 6. 孤独 B面 1. 面影 2. 小さな愛を 3. もう一度 4. 青春の傷跡 5. 出逢い 6. 別離 | LP             | PX-7020        |
| 1980年5月      | Gメン'75 遥かなる旅路 A面 1. Gメン′75のテーマ 2. 面影 3. 孤独 4. もう一度 5. 別離 6. 追想 B面 1. 遥かなる旅路～Wondering Man～（ポプラ） 2. 男と女のメロディ（ポプラ） 3. 道（島かおり・こおろぎ'73） 4. 蜉蝣（范文雀） 5. 漂泊（江波杏子） 6. レクイエム（ささきいさお） | LP             | AX-7250        |
| 1981年7月      | アゲイン しまざき由理 Gメン'75を歌う A面 1. アゲイン 2. 遥かなる旅路～Wondering Man～ 3. レクイエム 4. 道 5. 追想 6. 面影 B面 1. アゲイン（Inst.） 2. 蜉蝣 3. 愛 4. 漂泊 5. 愛の終りの日 6. 男と女のメロディー | LP             | AF-7070        |
| 1981年7月      | アゲイン しまざき由理 Gメン'75を歌う A面 1. アゲイン 2. 遥かなる旅路～Wondering Man～ 3. レクイエム 4. 道 5. 追想 6. 面影 B面 1. アゲイン（Inst.） 2. 蜉蝣 3. 愛 4. 漂泊 5. 愛の終りの日 6. 男と女のメロディー | CT             | CAR-1061       |
| 1981年9月      | アフターアワー A面 1. 別れの情景 2. おもいで蜃気楼 3. やるせな愛 4. 紫煙 5. アゲイン～Again～ -Mille Vagues Do'r- B面 1. 恋はグッドのちバイバイ 2. One by One 3. 抱いて 4. 濡れた砂 5. たわごと 6. てさぐりのなかで | LP             | AF-7079        |
| 2014年5月21日  | アフターアワー A面 1. 別れの情景 2. おもいで蜃気楼 3. やるせな愛 4. 紫煙 5. アゲイン～Again～ -Mille Vagues Do'r- B面 1. 恋はグッドのちバイバイ 2. One by One 3. 抱いて 4. 濡れた砂 5. たわごと 6. てさぐりのなかで | CD             | COCP-38551     |
| 1994年10月1日  | Ｇメン’75 シングルコレクション 1. Gメン′75のテーマ (Inst.) 2:24 2. 面影 3:39 3. 追想 3:04 4. 愛の終わりの日 3:20 5. 蜉蝣（范文雀） 3:21 6. 帰り道（范文雀） 3:17 7. 道（島かおり、こおろぎ'73） 3:36 8. 愛 4:15 9. 漂泊（江波杏子） 3:47 10. 望郷（江波杏子） 3:40 11. レクイエム（ささきいさお） 3:28 12. Gメン′75のテーマ(新ver.) 2:29 13. ウイング（夏木マリ） 3:56 14. 遙かなる旅路～Wondering Man～（ポプラ） 3:47 15. 男と女のメロディー（ポプラ） 3:49 16. アゲイン 3:48 17. アゲイン (Inst.) 3:19 18. アゲイン（Pierre Porte Orchestra） 3:04 | CD             | COCA-11938     |
| 1994年10月1日  | しまざき由理 Gメン'75を歌う ※ 1981年発表の「アゲイン しまざき由理 Gメン'75を歌う」に7曲を足して再発。 1. アゲイン 2. 遥かなる旅路～Wondering Man～ 3. レクイエム 4. 道 5. 追想 6. 面影 7. アゲイン（Inst.） 8. 蜉蝣 9. 愛 10. 漂泊 11. 愛の終りの日 12. 男と女のメロディー 13. Gメンの誓い 14. 哀愁の小部屋 15. 新宿挽歌 16. 小さな愛を 17. 青春の傷跡 18. 面影（カラオケ） 19. 追想（カラオケ） | CD             | COCA-11938     |
| 2014年5月21日  | しまざき由理 Gメン'75を歌う ※ 1981年発表の「アゲイン しまざき由理 Gメン'75を歌う」に7曲を足して再発。 1. アゲイン 2. 遥かなる旅路～Wondering Man～ 3. レクイエム 4. 道 5. 追想 6. 面影 7. アゲイン（Inst.） 8. 蜉蝣 9. 愛 10. 漂泊 11. 愛の終りの日 12. 男と女のメロディー 13. Gメンの誓い 14. 哀愁の小部屋 15. 新宿挽歌 16. 小さな愛を 17. 青春の傷跡 18. 面影（カラオケ） 19. 追想（カラオケ） | CD             | COCP-38550     |
| 2016年11月2日  | しまざき由理 オール・タイム・ベスト ～Yuri's Choice～ ※ *初CD化。 1. 夕陽の男（テレビ漫画『紅 三四郎』） 2. ハクション大魔王のうた（テレビ漫画『ハクション大魔王』） 3. 青春に涙あり* （「ちびっこポップスシリーズ」） 4. みなしごハッチ（テレビ漫画『昆虫物語 みなしごハッチ』） 5. ママをたずねて（テレビ漫画『昆虫物語 みなしごハッチ』） 6. 逆転の応援歌（テレビ漫画『国松さまのお通りだい』） 7. モシモシ1 2 3（TBSラジオ『全国こども電話相談室』） 8. あったこともない友だち（テレビ番組『おーい太陽っ子』） 9. 微笑にふれてみたかい（テレビ番組『おーい太陽っ子』） 10. 大地に顔をくっつけて*（「高校サッカーのうた」） 11. 虹を見たよ*（「高校サッカーのうた」） 12. 戦え少女ルナ（テレビ漫画『新造人間キャシャーン』） 13. 空飛ぶきかんしゃ（東映まんがまつり『きかんしゃやえもんD51の大冒険』） 14. やえもん子守唄（東映まんがまつり『きかんしゃやえもんD51の大冒険』） 15. 新みなしごハッチ（テレビ漫画『昆虫物語 新みなしごハッチ』） 16. 美しの丘（テレビ漫画『昆虫物語 新みなしごハッチ』） 17. 愛と死のパスポート（テレビドラマ『バーディ大作戦』） 18. 面影（テレビドラマ『Gメン'75』） 19. 我楽苦多ぐらし* 20. 明日は独りで* 21. 別離(わかれ)のタンゴ* 22. 一度だけ勇気を* 23. 花のビギン* アルバム『服部良一大全集 不滅のメロディ 音楽ひとすじ』） 24. 遙かな母への讃歌 テレビアニメスペシャル『銀河鉄道999』） | CD             | COCX-39741     |

#### オムニバス・アルバム
- 『黄金時代シリーズ ちびっこソング編』 : キングレコード、1998年10月9日、KICS-2264
  - 『真夏の女の子』を収録 - 「嶋崎由理」名義
- 『昭和キッズTVシングルス Vol.8』 : 2003年5月21日、COCX-32223/32224
  - 『あったこともない友だち』『微笑にふれてみたかい』を収録 - 「嶋崎由理」名義
- 『新造人間キャシャーン全曲集』 : 2004年7月21日、COCX-32835
  - 『戦え少女ルナ』を収録 - 「嶋崎由理」名義
- 『はっけん たいけん だいすき! しまじろう おやこでハッピー! おでかけツインアルバム』 : 2009年6月24日、COCX-35631/35632
  - 『アッパレ!いちばん』を収録 - 『はっけん たいけん だいすき! しまじろう』第46話『ふしぎなこくばん』（2009年2月23日放映）挿入歌

## テレビ出演
- 『日清ちびっこのどじまん』 : フジテレビジョン、1968年放送
- 『うたはともだち』 : NHK教育テレビジョン、1969年度放送
- 『中学生日記』 : NHK教育テレビジョン、1970年度放送
- 『テレビ三面記事 ウィークエンダー』 : 日本テレビ放送網、 1979年にレポーター役で出演[10]
- 『BSアニメ主題歌大全集2009』 : NHK衛星第2テレビジョン、2009年5月2日
- 『ダウンタウンのガキの使いやあらへんで!!』 : 日本テレビ放送網
  - 『浜田 vs 大沼 アニメキャラどっちが似てるか?』 : 2009年9月21日放送 - 「ハクション大魔王の歌」生うた出演
- 『木曜8時のコンサート〜名曲!にっぽんの歌〜』 : テレビ東京、2012年8月16日放送